# A View to a Kill (soundtrack)
A View to a Kill is de originele soundtrack van de veertiende James Bond-film van EON Productions uit 1985 met dezelfde naam. Het album werd uitgebracht in 1985 door Parlophone, EMI en Capitol Records.
Het album bevat de originele filmmuziek die gecomponeerd werd door John Barry en de titelsong die Barry samen met de band Duran Duran schreef en de band ook zelf produceerde. De samenwerking is ontstaan doordat de bassist John Taylor van Duran Duran (die een grote fan is van James Bond), de filmproducent Albert R. Broccoli benaderde voor het themalied. Dit was zeker geen verkeerde keuze gezien het nummer wereldwijd aller tijden een van de beste James Bond titelsongs is in diverse hitlijsten. Het nummer stond onder meer op de eerste plaats in de Billboard Hot 100, en behaalde de tweede plaats in de Vlaamse Ultratop 50 en de derde plaats in de Nederlandse Top 40. Het album stond in 1985 in de Billboard 200 met als hoogste notering, plaats 38.

## Nummers
| Nr. | Titel                                           | Duur |
| --- | ----------------------------------------------- | ---- |
| 1   | Main Title Song: A View to a Kill – Duran Duran | 3:32 |
| 2   | Snow Job                                        | 2:25 |
| 3   | May Day Jumps                                   | 2:49 |
| 4   | Bond Meets Stacey (A View to a Kill)            | 2:29 |
| 5   | Pegasus' Staple                                 | 3:20 |
| 6   | Tibbett Gets Washed Out                         | 1:40 |
| 7   | Air to Silicon Valley                           | 2:29 |
| 8   | He's Dangerous                                  | 2:13 |
| 9   | Bond Underwater                                 | 2:32 |
| 10  | Wine with Stacey (A View to a Kill)             | 1:51 |
| 11  | Bond Escapes Roller                             | 1:21 |
| 12  | Destroy Silicon Valley                          | 2:21 |
| 13  | May Day Bomb Out                                | 2:59 |
| 14  | Golden Gate Fight                               | 3:28 |
| 15  | End Title Song: A View to a Kill – Duran Duran  | 2:01 |

Andere muziekstukken in de film:
Tijdens de openingsscène klinkt een coverversie van het Beach Boys-nummer "California Girls" uit 1965.
De film bevat ook Vivaldi's The Four Seasons, die wordt uitgevoerd tijdens de receptie als Bond undercover aanwezig is bij Zorin in Frankrijk.